# Philophyllum tenuifolium
Philophyllum tenuifolium är en bladmossart som beskrevs av Brotherus 1907. Philophyllum tenuifolium ingår i släktet Philophyllum och familjen Hookeriaceae. Inga underarter finns listade i Catalogue of Life.